# 世界ムエタイ評議会
世界ムエタイ評議会（せかいムエタイひょうぎかい、World Muaythai Council / WMC）は、ムエタイの世界王座認定団体。1995年9月25日にムエタイの国際的普及を目的としてタイのバンコクで設立された。タイ王国政府によって法人化され、観光・スポーツ省管轄のタイ国スポーツ庁によって認可されている。
王座は上から順に「世界」「インターコンチネンタル」「インターナショナル」「地域」「国内」「国内アマチュア」があり、地域王座には「ヨーロッパ」「南太平洋」「中東」などがある。これまで、スタン・ザ・マン、アンディ・フグ、金泰泳、小次郎、大和哲也などが世界王者に認定された。

## 階級
世界ムエタイ評議会の定める階級は以下の通り。全19階級。
| 階級名称               | 体重 （キログラム/kg） | 体重 （ポンド/lbs） |
| ---------------------- | ---------------------- | ------------------- |
| スーパーヘビー級       | 94.801kg以上           | 209lbs以上          |
| ヘビー級               | 94.801kg               | 209lbs              |
| クルーザー級           | 86.183kg               | 190lbs              |
| スーパーライトヘビー級 | 82.554kg               | 182lbs              |
| ライトヘビー級         | 79.379kg               | 175lbs              |
| スーパーミドル級       | 76.204kg               | 168lbs              |
| ミドル級               | 72.575kg               | 160lbs              |
| スーパーウェルター級   | 69.853kg               | 154lbs              |
| ウェルター級           | 66.678kg               | 147lbs              |
| スーパーライト級       | 63.503kg               | 140lbs              |
| ライト級               | 61.235kg               | 135lbs              |
| スーパーフェザー級     | 58.967kg               | 130lbs              |
| フェザー級             | 57.153kg               | 126lbs              |
| スーパーバンタム級     | 55.338kg               | 122lbs              |
| バンタム級             | 53.524kg               | 118lbs              |
| スーパーフライ級       | 52.163kg               | 115lbs              |
| フライ級               | 50.802kg               | 112lbs              |
| ライトフライ級         | 48.988kg               | 108lbs              |
| ミニフライ級           | 47.727kg               | 105lbs              |